# Eyewitness (serie televisiva)
Eyewitness è una serie televisiva statunitense drammatica, basata sulla serie norvegese Øyevitne. La serie  ruota intorno al rapporto tra due adolescenti, Philip Shea (Tyler Young) e Lukas Waldenbeck (James Paxton), testimoni involontari di un triplice omicidio. La serie è stato ordinata come serie di dieci episodi a gennaio 2016. Eyewitness è stata trasmessa su USA Network dal 16 ottobre al 18 dicembre 2016. La serie ha vinto il premio come Outstanding TV Movie or Limited Series al 28° GLAAD Media Awards. Il 1º marzo 2017, la rete USA ha cancellato lo show  dopo una sola stagione.

## Trama
Poteva essere un pomeriggio come tanti per Philip e Lukas, ma il destino gioca loro un brutto scherzo. Mentre in un capanno del bosco i due scoprono di provare una forte attrazione fisica, involontariamente diventano testimoni di un triplice omicidio. Fuggiti alla furia della pistole, ora Lukas e Philip si trovano a custodire un torbido segreto. Mentre lo sceriffo, che è anche la madre adottiva di Philip, cerca di far luce sulla questione, i ragazzi cercano di tornare alla normalità e far chiarezza sui loro sentimenti, ma il pericolo è in agguato e passo dopo passo la situazione si fa più complicata tanto da sfuggire di mano e capitolare in una serie di colpi di scena mozzafiato.

## Personaggi e interpreti

### Principali
- Helen Torrance, interpretata da Julianne Nicholson.[6]
Sceriffo che darà il via alle indagini su ciò che è accaduto nel capanno. È la madre adottiva di Philip.
- Philip Shea, interpretato da Tyler Young.[7]
Un ragazzo che si trova ad assistere ad un omicidio. Uno dei protagonisti, nel corso della serie si renderà conto di avere dei sentimenti per Lukas.
- Lukas Waldenbeck, interpretato da James Paxton.[8]
L'altro protagonista che assiste all'omicidio insieme a Philip. Inizialmente non accetta la sua omosessualità, né i suoi sentimenti per Philip.
- Gabe Caldwell, interpretato da Gil Bellows.
Padre adottivo di Philip e marito di Helen. Rispetto a quest'ultima, stringe un rapporto più profondo con il figlio. Veterinario.
- Ryan Kane, interpretato da Warren Christie.[9]
- Kamilah Davis, interpretata da Tattiawna Jones.
Un'agente dell'FBI.

### Ricorrenti
- Sita Petronelli, interpretata da Amanda Brugel.
Sorella di Kamilah.
- Bo Waldenbeck, interpretato da Aidan Devine.
Padre di Lukas.
- Burlingame, interpretato da Rainbow Sun Francks, compagno di Kamilah.
- Deputy Tony Michaels, interpretato da Matt Murray.[10]
- Bella Milonkovic, interpretata da Katie Douglas.
- Rose, interpretata da Mercedes Morris.
La ex-fidanzata di Lukas.
- Anne Shea, interpretata da Carlyn Burchell.
La vera madre di Philip. È in riabilitazione poiché dipendente da droghe.
- Mithat Milonkovic, interpretato da Alex Karzis.
- Tommy, interpretato da Adrian Fritsch.

## Episodi
| Stagione       | Episodi | Prima TV USA | Prima TV Italia |
| -------------- | ------- | ------------ | --------------- |
| Prima stagione | 10      | 2016         | inedita         |